# Mashmakhan
Mashmakhan was een Canadese rock/fusion-band.

## Bezetting
- Pierre Sénécal[5] (keyboards, zang)
- Brian Edwards[6] (basgitaar, alleen 1970)
- Rayburn Blake[7] (gitaar, tot 1971)
- Jerry Mercer[8] (drums, tot 1971)
- Brian Greenway (1972–1973)
- Steve Laing (1972–1973)
- Allan Nicholls (1972–1973)

## Geschiedenis
De band, waaruit Mashmakhan ontstond, werd in 1960 geformeerd in Montreal. Reeds eerder traden  Pierre Sénécal, Brian Edwards en Rayburn Blake samen op. In 1960 liet tijdens een van hun optredens de drummer kortstondig verstek gaan, waarvoor Jerry Mercer werd aangetrokken. Kort daarna verliet Brian Edwards de band weer, terwijl de overgebleven drie bandleden kleinere optredens onder verschillende namen als The Phantoms, Ray Blakes Combo en The Dominoes  hadden.
In 1965 traden ze op onder de naam The Triangle en hadden ze gezamenlijke optredens met de r&b-zanger Trevor W. Payne. Vier jaar lang steunden ze elkaar, totdat The Triangle werd ontdekt door de producent Bob Hahn, die hen in Toronto een contract bezorgde bij Columbia Records. Payne had geen interesse aan dit contract. Edwards voegde zich voor een jaar weer bij de band, omdat deze een bassist nodig hadden. Men werd het eens over de naam Mashmakhan, die berustte op Michoacán de Ocampo, een regio in Mexico, die toentertijd bekend was voor haar hoogwaardige marihuana.
De song As The Years Go By, geschreven door Pierre Sénécal, bevond zich op het in 1970 uitgebrachte debuutalbum Mashmakhan en werd de eerste en grootste hit van de band. Van dit album werden meer dan 100.000 exemplaren verkocht in Canada en 500.000 exemplaren in de Verenigde Staten. In Japan werden van het album zelfs 1.000.000 exemplaren verkocht. In de Verenigde Staten werd het album uitgegeven door Epic Records. De band zelf ging er niet van uit, dat uitgerekend deze song zich zou ontwikkelen tot een hit, aangezien deze pas erbij geschreven werd. De beide navolgende singles Gladwyn en Days When We Are Free konden dit succes in de Engelstalige regio niet meer evenaren.
In 1971 werkte Mashmakhan mee in de door de NFB (National Film Board of Canada) verfilmde musical Epilogue/Fièvre. De song Couldn't Find the Sun, geschreven door Rayburn Blake voor deze film, werd uitgebracht op Mashmakhans tweede album The Family (1971). Ofschoon dit album zeer goed verkocht in Japan, werd Mashmakhan binnen de Verenigde Staten en Canada nauwelijks naar waarde geschat en de leden gingen hun eigen weg. Blake vervoegde zich bij de Lisa Hartt Band en bracht daarnaast solomateriaal uit. Mercer voegde zich bij de band April Wine. Sénécal trachtte met de muzikanten Brian Greenway, Steve Laing en Allan Nichols de band nieuw leven in te blazen, echter zonder succes. In 1973 werd de band definitief ontbonden. Greenway en Laing zouden later ook toetreden tot de band April Wine.
Hun grootste optredens had de band tijdens de concerttournee Festival Express in 1970 binnen Canada. Doordat dit filmmateriaal pas in 2003 werd uitgebracht, kreeg de band ook bekendheid bij de jongere generatie.

## Discografie

### Singles
- 1970: As the Years go By

### Albums
- 1970: Mashmakhan
- 1971: The Family
- 1995: Mashmakhan/The Family